# Patinação de velocidade em pista curta nos Jogos Olímpicos de Inverno de 2022 - 500 m feminino
A prova dos 500 m feminino da patinação de velocidade em pista curta nos Jogos Olímpicos de Inverno de 2022 ocorreu no Ginásio Indoor da Capital em Pequim em 7 de fevereiro.

## Medalhistas
| Ouro   | ITA Arianna Fontana   |
| Prata  | NED Suzanne Schulting |
| Bronze | CAN Kim Boutin        |

## Recordes
Antes desta competição, os recordes mundiais e olímpicos da prova eram os seguintes:
| Tipo | Atleta         | Tempo      | Local          | Data                    |
| ---- | -------------- | ---------- | -------------- | ----------------------- |
|      | Kim Boutin     | 41.936 s   | Salt Lake City | 3 de novembro de 2019   |
|      | Choi Min-jeong | 42.422 min | Gangneung      | 13 de fevereiro de 2018 |

Os seguintes recordes mundiais e/ou olímpicos foram estabelecidos durante esta competição:
| 7 de fevereiro | Eliminatória 4 | NED Suzanne Schulting | 42.379 s | Recorde olímpico | [ 2 ] |

## Resultados

### Eliminatórias
Q — classificada para as quartas de final
ADV — classificada após decisão dos juízes
PEN — pênalti
YC — cartão amarelo
| Pos. | Bateria | Atleta                | País                | Tempo    | Notas |
| ---- | ------- | --------------------- | ------------------- | -------- | ----- |
| 1    | 1       | Selma Poutsma         | NED Países Baixos   | 43.472   | Q     |
| 2    | 1       | Florence Brunelle     | CAN Canadá          | 43.477   | Q     |
| 3    | 1       | Valentina Aščić       | CRO Croácia         | 44.681   |       |
| 4    | 1       | Tifany Huot-Marchand  | FRA França          | 54.758   |       |
| 1    | 2       | Fan Kexin             | CHN China           | 43.275   | Q     |
| 2    | 2       | Sofia Prosvirnova     | ROC                 | 43.331   | Q     |
| 3    | 2       | Zsófia Kónya          | HUN Hungria         | 43.905   |       |
| 4    | 2       | Gwendoline Daudet     | FRA França          | 45.515   |       |
| 1    | 3       | Kim Boutin            | CAN Canadá          | 42.732   | Q     |
| 2    | 3       | Petra Jászapáti       | HUN Hungria         | 42.848   | Q     |
| 3    | 3       | Maame Biney           | USA Estados Unidos  | 42.919   | q     |
| 4    | 3       | Kamila Stormowska     | POL Polônia         | 44.053   |       |
| 1    | 4       | Suzanne Schulting     | NED Países Baixos   | 42.379   | Q,    |
| 2    | 4       | Alyson Charles        | CAN Canadá          | 42.991   | Q     |
| 3    | 4       | Arianna Valcepina     | ITA Itália          | 43.070   | q     |
| 4    | 4       | Ekaterina Efremenkova | ROC                 | 43.140   |       |
| 1    | 5       | Arianna Fontana       | ITA Itália          | 42.940   | Q     |
| 2    | 5       | Zhang Yuting          | CHN China           | 43.233   | Q     |
| 3    | 5       | Michaela Hrůzová      | CZE República Checa | 45.060   |       |
| 4    | 5       | Corinne Stoddard      | USA Estados Unidos  | No time  |       |
| 1    | 6       | Choi Min-jeong        | KOR Coreia do Sul   | 42.853   | Q     |
| 2    | 6       | Martina Valcepina     | ITA Itália          | 43.606   | Q     |
| 3    | 6       | Patrycja Maliszewska  | POL Polônia         | 44.130   |       |
| 4    | 6       | Kathryn Thomson       | GBR Grã-Bretanha    | 1:06.594 |       |
| 1    | 7       | Xandra Velzeboer      | NED Países Baixos   | 42.563   | Q     |
| 2    | 7       | Qu Chunyu             | CHN China           | 42.691   | Q     |
| 3    | 7       | Sumire Kikuchi        | JPN Japão           | 42.829   | q     |
| 4    | 7       | Lee Yu-bin            | KOR Coreia do Sul   | 43.141   |       |
| 1    | 8       | Kristen Santos        | USA Estados Unidos  | 43.579   | Q     |
| 2    | 8       | Elena Seregina        | ROC                 | 43.605   | Q     |
| 3    | 8       | Hanne Desmet          | BEL Bélgica         | 43.702   | q     |
| 4    | 8       | Nikola Mazur          | POL Polônia         | 43.732   |       |

### Quartas de final
Q – classificada para as semifinais
ADV – classificada após decisão dos juízes
PEN – pênalti
YC – cartão amarelo
| Pos. | Bateria | Atleta            | País               | Tempo    | Notas |
| ---- | ------- | ----------------- | ------------------ | -------- | ----- |
| 1    | 1       | Kim Boutin        | CAN Canadá         | 42.391   | Q     |
| 2    | 1       | Arianna Valcepina | ITA Itália         | 42.891   | Q     |
| 3    | 1       | Fan Kexin         | CHN China          | 1:03.594 |       |
| 4    | 1       | Alyson Charles    | CAN Canadá         | 1:07.206 | ADV   |
|      | 1       | Florence Brunelle | CAN Canadá         |          | PEN   |
| 1    | 2       | Petra Jászapáti   | HUN Hungria        | 43.476   | Q     |
| 2    | 2       | Elena Seregina    | ROC                | 43.712   | Q     |
| 3    | 2       | Maame Biney       | USA Estados Unidos | 46.099   |       |
| 4    | 2       | Selma Poutsma     | NED Países Baixos  | 1:07.285 |       |
|      | 2       | Xandra Velzeboer  | NED Países Baixos  |          | PEN   |
| 1    | 3       | Arianna Fontana   | ITA Itália         | 42.635   | Q     |
| 2    | 3       | Hanne Desmet      | BEL Bélgica        | 42.991   | Q     |
| 3    | 3       | Zhang Yuting      | CHN China          | 54.211   | ADV   |
| 4    | 3       | Choi Min-jeong    | KOR Coreia do Sul  | 1:04.939 |       |
|      | 3       | Sofia Prosvirnova | ROC                |          | PEN   |
| 1    | 4       | Suzanne Schulting | NED Países Baixos  | 42.922   | Q     |
| 2    | 4       | Qu Chunyu         | CHN China          | 43.029   | Q     |
|      | 4       | Sumire Kikuchi    | JPN Japão          | 56.092   |       |
|      | 4       | Kristen Santos    | USA Estados Unidos |          | PEN   |
|      | 4       | Martina Valcepina | ITA Itália         |          | PEN   |

### Semifinais
QA – classificada para a Final A
QB – classificada para a Final B
ADV – classificada após decisão dos juízes
PEN – pênalti
YC – cartão amarelo
| Pos. | Bateria | Atleta            | País              | Tempo  | Notas |
| ---- | ------- | ----------------- | ----------------- | ------ | ----- |
| 1    | 1       | Arianna Fontana   | ITA Itália        | 42.387 | QA    |
| 2    | 1       | Kim Boutin        | CAN Canadá        | 42.664 | QA    |
| 3    | 1       | Elena Seregina    | ROC               | 42.685 | QB    |
| 4    | 1       | Alyson Charles    | CAN Canadá        | 42.829 | QB    |
| 5    | 1       | Arianna Valcepina | ITA Itália        | 44.044 |       |
| 1    | 2       | Suzanne Schulting | NED Países Baixos | 42.475 | QA    |
| 2    | 2       | Zhang Yuting      | CHN China         | 43.196 | QA    |
| 3    | 2       | Petra Jászapáti   | HUN Hungria       | 43.198 | QB    |
| 4    | 2       | Hanne Desmet      | BEL Bélgica       | 55.304 | ADVA  |
|      | 2       | Qu Chunyu         | CHN China         |        | PEN   |

### Final
| Pos. | Atleta            | País              | Tempo  | Notas |
| ---- | ----------------- | ----------------- | ------ | ----- |
| 1    | Arianna Fontana   | ITA Itália        | 42.488 |       |
| 2    | Suzanne Schulting | NED Países Baixos | 42.559 |       |
| 3    | Kim Boutin        | CAN Canadá        | 42.724 |       |
| 4    | Zhang Yuting      | CHN China         | 42.803 |       |
| 5    | Hanne Desmet      | BEL Bélgica       | 42.941 |       |

Legenda
| Recorde mundial      | Recorde mundial (World record)               |                       | Recorde africano                      | Recorde africano (African) |                                           | Q | Classificado por posição (Qualified) |
| Recorde olímpico     | Recorde olímpico (Olympic record)            | Recorde da América    | Recorde da América (Americas)         | q                          | Classificado por melhor tempo (Qualified) |   |                                      |
| Melhor marca do ano  | Melhor marca do ano (World leading)          | Recorde asiático      | Recorde asiático (Asian)              | DNS                        | Não largou (Did not start)                |   |                                      |
| Recorde nacional     | Recorde nacional (National record)           | Recorde europeu       | Recorde europeu (European)            | DNF                        | Não terminou (Did not finish)             |   |                                      |
| Recorde pessoal      | Recorde pessoal do atleta (Personal best)    | Recorde da Oceania    | Recorde da Oceania (Oceania)          | DSQ / DQ                   | Desclassificado (Disqualified)            |   |                                      |
| Recorde da temporada | Recorde da temporada do atleta (Season best) | Recorde sul-americano | Recorde sul-americano (South America) | NM                         | Sem marca (No mark)                       |   |                                      |